# Kurt Svanström
Kurt Svanström (født 24. marts 1915, død 16. januar 1996) var en svensk fodboldspiller (midtbane). Han spillede på klubplan hele sin karriere, fra 1930 til 1945, for Örgryte IS.
Svanström spillede desuden 10 kampe og scorede ét mål for Sveriges landshold. Han repræsenterede sit land ved VM 1938 i Frankrig.